# Quận Chatham, North Carolina
Quận Chatham là một quận nằm ở tiểu bang Bắc Carolina.  Tại thời điểm năm 2000, quận có dân số 49.329 người. Quận lỵ đóng ở Pittsboro.6

## Thị trấn
Quận được chia thành 13 xã: Albright, Baldwin, Bear Creek, Cape Fear, Center, Gulf, Hadley, Haw River, Hickory Mountain, Matthews, New Hope, Oakland, và Williams.

## Thông tin nhân khẩu
Theo cuộc điều tra dân số2 tiến hành năm 2000, quận này có dân số 49.329 người, 19.741 hộ, và 13.858 gia đình sinh sống trong quận này. Mật độ dân số là 72 người trên mỗi dặm Anh vuông (28/km²). Đã có 21.358 đơn vị nhà ở với một mật độ bình quân là 31 trên mỗi dặm Anh vuông (12/km²).  Cơ cấu chủng tộc của dân cư sinh sống tại quận này gồm 74,94% người da trắng, 17,07% người da đen hoặc người Mỹ gốc Phi, 0,41% người thổ dân châu Mỹ, 0,59% người gốc châu Á, 0,04% người các đảo Thái Bình Dương, 5,81% từ các chủng tộc khác, và 1,13% từ hai hay nhiều chủng tộc.  9,62% dân số là người Hispanic hoặc người Latin thuộc bất cứ chủng tộc nào.
Có 19.741 hộ trong đó có 28,80% có con cái dưới tuổi 18 sống chung với họ, 56,30% là những cặp kết hôn sinh sống với nhau, 10,00% có một chủ hộ là nữ không có chồng sống cùng, và 29,80% là không gia đình. 24,50% trong tất cả các hộ gồm các cá nhân và 10,00% có người sinh sống một mình và có độ tuổi 65 tuổi hay già hơn.  Quy mô trung bình của hộ là 2,47 còn quy mô trung bình của gia đình là 2,91,
Phân bố độ tuổi của cư dân sinh sống trong huyện là 22,50% dưới độ tuổi 18, 7,30% từ 18 đến 24, 30,40% từ 25 đến 44, 24,60% từ 45 đến 64, và 15,30% người có độ tuổi 65 tuổi hay già hơn.  Độ tuổi trung bình là 39 tuổi. Cứ mỗi 100 nữ giới thì có 96,80 nam giới. Cứ mỗi 100 nữ giới có độ tuổi 18 và lớn hơn thì, có 93,80 nam giới.
Thu nhập bình quân của một hộ ở quận này là $42.851, và thu nhập bình quân của một gia đình ở quận này là $50.909, Nam giới có thu nhập bình quân $32.980 so với mức thu nhập $26.044 đối với nữ giới. Thu nhập bình quân đầu người của quận là $23.355, Khoảng 7,10% gia đình và 9,70% dân số sống dưới ngưỡng nghèo, bao gồm 12,70% những người có độ tuổi 18 và 12,00% là những người 65 tuổi hoặc già hơn.

## Địa lý
Theo Cục điều tra dân số Hoa Kỳ, quận có tổng diện tích 709 dặm Anh vuông (1.836 km²), trong đó, 683 dặm Anh vuông (1.769 km²) là diện tích đất và 26 dặm Anh vuông (68 km²) trong tổng diện tích (3.69%) là diện tích mặt nước.

### Các quận giáp ranh
- Quận Orange, Bắc Carolina - Bắc
- Quận Durham, Bắc Carolina - Đông bắc
- Quận Wake, Bắc Carolina - Đông
- Quận Harnett, Bắc Carolina - Đông nam
- Quận Lee, Bắc Carolina - Nam
- Quận Moore, Bắc Carolina - Tây nam
- Quận Randolph, Bắc Carolina - Tây
- Quận Alamance, Bắc Carolina - Tây bắc

## Các thành phố và Thị trấn
- Fearrington
- Goldston
- Pittsboro
- Siler City